# Maximilien de Robespierre

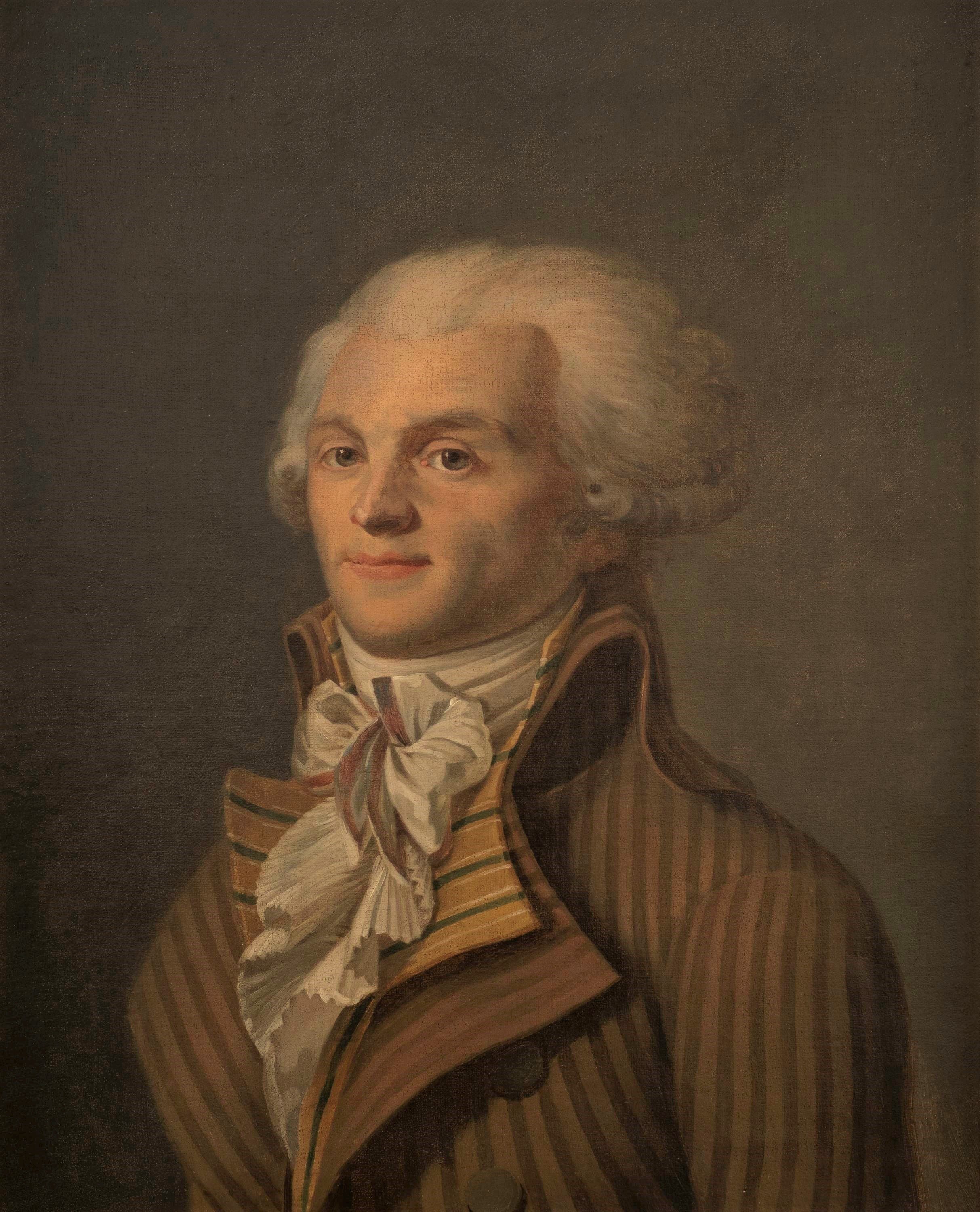
Maximilien Robespierre (anonymes Porträt, um 1793, Musée Carnavalet)

Maximilien de Robespierre ([maksimiˈljɛ̃ də ʀɔbɛsˈpjɛːʀ]; * 6. Mai 1758 in Arras; † 28. Juli 1794 in Paris; getauft Maximilien Marie Isidore), häufig nur Maximilien Robespierre, auch „der Unbestechliche“ («L'Incorruptible») genannt, war ein französischer Rechtsanwalt, Revolutionär und führender Politiker der Jakobiner. Er wirkte ab 1789 auf die erste Phase der Französischen Revolution ein und gewann bis kurz vor seiner Hinrichtung 1794 einen zunehmend prägenden Einfluss auf ihre Entwicklung.
Nach dem Beginn des Ersten Koalitionskriegs war er auf der innenpolitischen Ebene der 1792 ausgerufenen ersten Französischen Republik einer der maßgeblichen Initiatoren für die als „Verteidigung der Republik“ begründete Terrorherrschaft (französisch la Terreur) von 1793/94.

## Leben

### Herkunft, Familie und Ausbildung
Robespierre wurde als erstes von vier Kindern des angesehenen Advokaten Maximilien-Barthélémy-François de Robespierre (1732–1777) im heutigen Département Pas-de-Calais geboren. Seine Geschwister waren Charlotte Robespierre (1760–1834), Henriette Robespierre (1761–1780) und Augustin Robespierre (1763–1794). Die Familie väterlicherseits stammte ursprünglich aus Irland, war aber aufgrund religiöser Verfolgung unter Heinrich VIII. nach Frankreich ausgewandert. Seine Mutter war Jacqueline Margarethe Carrault (1735–1764), die Tochter eines wohlhabenden Brauers. Im Juli 1764, als er gerade sechs Jahre alt war, verstarb seine Mutter im Kindbett. Am 6. November 1777 starb sein Vater in München und wurde auf dem dortigen Friedhof begraben; einige Jahre zuvor hatte er Arras aus ungeklärten Gründen verlassen und war nur noch sporadisch in den Ort zurückgekehrt. Am Collège von Arras galt Robespierre als Musterschüler und erlangte eines von vier Stipendien für das renommierte Pariser Collège Louis le Grand, das er ab 1769 besuchte. Nach zwölf Jahren des Studiums, aufgeteilt in sieben Jahre allgemeiner Studien und vier Jahre rechtswissenschaftlicher Studien, legte Robespierre 1780 sein Examen als Anwalt (Bakkalaureus des Rechts) ab und wurde 1781 Lizenziat. In den Jahren 1772 und 1774 galt Robespierre als Klassenbester, 1775 wurde er zudem als bester Schüler der Universität ausgezeichnet und ausgewählt, die Begrüßungsrede beim Besuch von Ludwig XVI. zu halten. Noch als Student hatte er den von ihm verehrten Jean-Jacques Rousseau in dessen Sterbejahr 1778 besucht und mit ihm gesprochen.

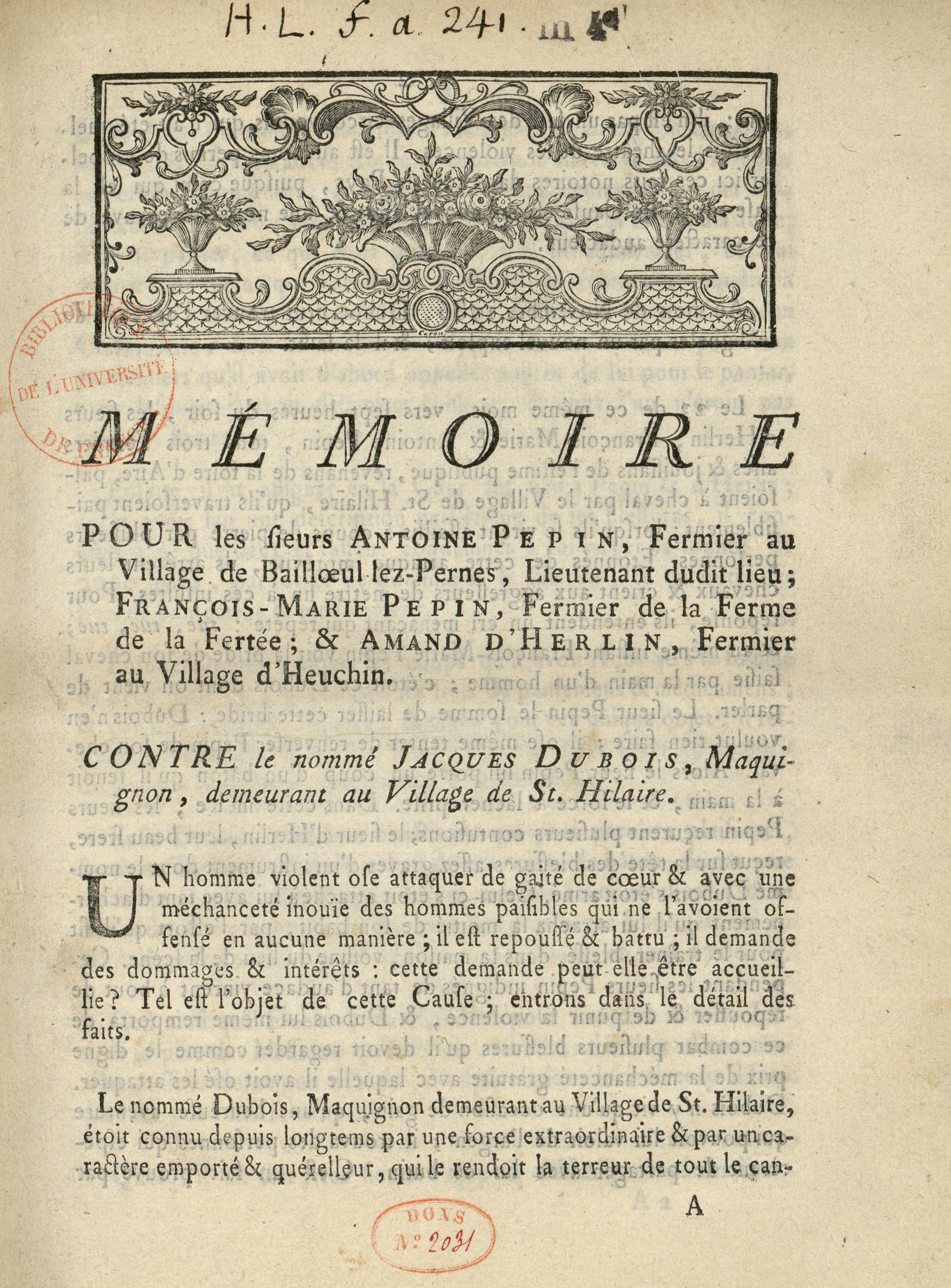
Ein Plädoyer des Anwalts Robespierre: Mémoire pour les sieurs Antoine Pepin, fermier au village de Baillœul lez-Pernes, lieutenant dudit lieu; […]. Contre le nommé Jacques Dubois, maquignon, demeurant au village de St. Hilaire (um 1786).

### Als Anwalt
1781 ließ sich Robespierre in seiner Heimatstadt Arras als Anwalt nieder. Hier übernahm er verschiedenste Fälle und erarbeitete sich dabei einen Ruf als „Anwalt der Armen“. In einem gewissen Maße widersprüchlich zu dieser Position steht Robespierres juristische Karriere in Arras, die er mit Gutheiß und fortwährender Unterstützung der Mächtigen machte. Nationale Bekanntheit erreichte er 1783 durch den sogenannten „Blitzableiterfall“, in welchem er einen Mann, der sein Haus mit einem Blitzableiter versehen hatte, gegen Vorurteile der Gefährdung der Allgemeinheit verteidigte und ihn stattdessen als Förderer der wissenschaftlichen Erkenntnis darstellte. Kurze Zeit war Robespierre auch als Richter an einem bischöflichen Patrimonialgericht tätig, legte sein Amt jedoch bald nieder, da er einen Verbrecher zum Tode verurteilen sollte, er jedoch zum damaligen Zeitpunkt ein strikter Gegner der Todesstrafe war.

### Politische Anfänge
Vornehmlich nach seiner Aufnahme in die Akademie von Arras 1783 publizierte Robespierre Flugschriften und Pamphlete, in denen er sich gegen die Privilegien des Adels und der Geistlichkeit aussprach, gleichzeitig Sippenhaftung verurteilte und sich für die Rechte unehelich geborener Kinder und für Frauen- sowie Menschenrechte im Allgemeinen einsetzte. 1786 wurde er zum Vorsitzenden der Akademie gewählt.
Schließlich sah er in Paris die Möglichkeit, durch sein politisches Engagement die Gesellschaftsform des monarchistischen Frankreich nach der Staatstheorie seines geistigen Mentors Jean-Jacques Rousseau umzugestalten: 31-jährig wurde er gleich zum Delegierten des dritten Standes für die Stadt Arras in die Versammlung der Generalstände gewählt, die von Ludwig XVI. 1789 ursprünglich dazu einberufen worden war, das Steuerproblem des Staates zu lösen.

### In der Nationalversammlung
Am 17. Juni 1789 erklärten sich die Vertreter des dritten Standes (Bürger und Bauern) der Generalstände zur Nationalversammlung. Dies war die Geburtsstunde der Französischen Revolution. In der Nationalversammlung fiel Robespierre mit radikalen Forderungen auf, die aber zunächst von der gemäßigteren Mehrheit nicht geteilt wurden. So setzte er sich unter anderem für Pressefreiheit ein, für die Abschaffung der Sklaverei in den Kolonien, die Aufhebung der Todesstrafe, die Beseitigung der Privilegien des Klerus sowie für die Abschaffung des Zölibats. Außerdem war er gegen das aufschiebende Veto-Recht des Königs in der ersten Verfassung von 1791 und sprach sich für das allgemeine Wahlrecht für alle Männer aus. Für die Wahl der Volksvertreter dürften keine anderen Kriterien gelten als „die der Tugend und der Begabung“. Zudem forderte er eine Beschränkung für deren Amtszeit. Im August 1789 hatte Robespierre bereits einen Gesetzesentwurf ausgearbeitet, der eine „ruhige Beratung“ in der Versammlung garantieren sollte, so dass „ein jeder ohne Furcht vor Störungen […] seine Meinung darlegen“ könne.
Bald galt Robespierre als radikaler Demokrat und trat dem linken „Klub der Jakobiner“ bei, der sich regelmäßig im Dominikanerkloster Saint-Jacques in Paris traf. Im März 1790 wurde er zum Präsidenten des Klubs und zum stellvertretenden Sekretär der Nationalversammlung gewählt. Im Oktober wurde er auch zum Richter am Distriktgericht von Versailles gewählt.

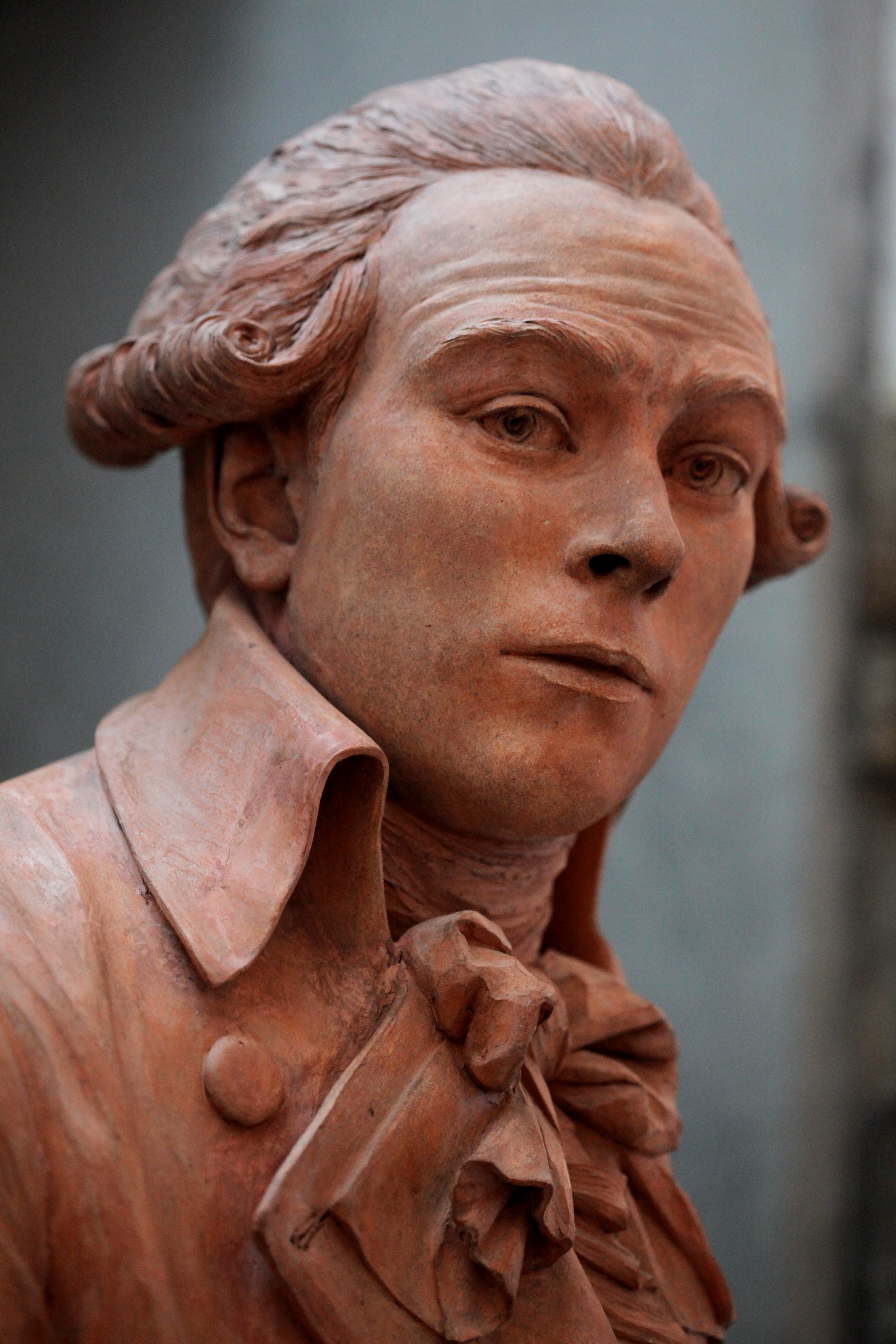
Maximilien Robespierre, Terracotta von Claude-André Deseine (1791), Schloss Vizille

Bis 1791 war Robespierre ein Anhänger der konstitutionellen Monarchie. Allerdings war er gleichwohl der Ansicht, dass der König nicht das Recht haben sollte, über Krieg und Frieden zu entscheiden. Dieser würde nämlich im Zweifel immer ein Interesse daran haben, seine eigenen Machtbefugnisse zu erweitern, die Vertreter der Nation würden hingegen ein Interesse daran haben, den Krieg zu stoppen. Er änderte jedoch seine Meinung im Juni 1791, als Ludwig XVI. mit der Flucht nach Varennes heimlich versuchte, Frankreich zu verlassen, um die Revolution von außen zu zerstören. Ludwig wurde nach Paris zurückgebracht, blieb König und bemühte sich weiterhin, die Revolution mit Hilfe der anderen Königreiche rückgängig zu machen. Dadurch brachte er sowohl Robespierre und die Jakobiner als auch die regierenden Girondisten weiter gegen sich auf. Allerdings war für Robespierre die Revolution weniger durch einen Krieg mit den anderen europäischen Nationen gefährdet als durch die Helfer des Königs in Paris und die Konterrevolutionäre. Nachdem die Nationalgarde am 17. Juli 1791 eine antimonarchistische Demonstration der Cordeliers auf dem Marsfeld zusammengeschossen hatte, spaltete sich der Jakobinerclub: Die große Mehrheit der gemäßigten Anhänger der Verfassung bildete den Club der Feuillants, die kleine Minderheit unter Führung Robespierres behielt den Namen und dadurch auch das Netzwerk der zahlreichen Tochterclubs im Land.
Im Juni 1791 wurde Robespierre – ohne sein Wissen – zum öffentlichen Ankläger am Kriminalgericht von Paris gewählt. In der Parlamentsdebatte über das neue Strafgesetzbuch, den Code pénal, sprach Robespierre sich im Herbst 1791 entschieden gegen die Todesstrafe aus, blieb aber in der Minderheit. In der Debatte, ob Frankreich nach der Pillnitzer Deklaration Preußen und Österreich den Krieg erklären sollte, wie es die Girondisten unter Jacques Pierre Brissot forderten, sprach Robespierre am 2. Januar 1792 dagegen: Ein Revolutionsexport sei keine erfolgversprechende Strategie, denn niemand liebe Missionare, die in Waffen kämen. Seit dem 1. Oktober des Jahres war er nicht mehr Abgeordneter der Nationalversammlung, da er zuvor die Begrenzung der Amtszeit durchgesetzt hatte. Im April 1792 legte Robespierre auch sein Amt als Ankläger am Kriminalgericht von Paris nieder, um sich seinen Ruf als „der Unbestechliche“ (frz. l’Incorruptible) zu bewahren.

### In der aufständischen Kommune von Paris und im Nationalkonvent

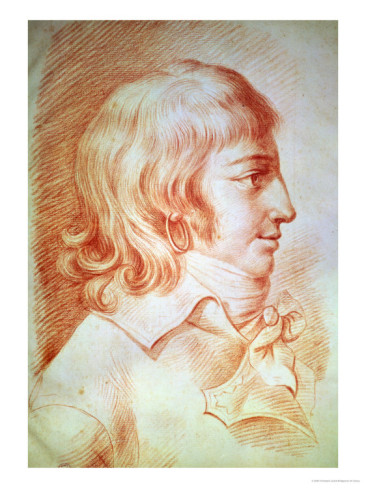
Louis Antoine de Saint-Just, ein Anhänger Robespierres; Porträt von Christophe Guérin aus dem Jahre 1793.

Nach dem Tuileriensturm am 10. August 1792 wurde der König von der Nationalversammlung vorläufig für abgesetzt erklärt. Am selben Tag wurde Robespierre Mitglied der aufständischen Kommune von Paris, die ein Gegenparlament darstellte, wo die Radikalen um Robespierre, Georges Danton und Jean Paul Marat zu entschiedenem Widerstand gegen die Invasionstruppen und alle aufriefen, die mit ihnen insgeheim im Bunde seien. Die Folge waren die Septembermassaker: 1130 Häftlinge in den Pariser Gefängnissen wurden ermordet. In dieser aufgeheizten Atmosphäre wurde Robespierre am 5. September 1792 mit 338 von 525 Stimmen zum Mitglied der neuen Volksvertretung, des Nationalkonvents, gewählt. Ein Angebot Dantons, der im August Justizminister der nun girondistisch dominierten Regierung geworden war, einen Richterposten zu übernehmen, lehnte er ab. Im Konvent wurde er von den Girondisten angegriffen, die ihm unterstellten, er strebe eine Diktatur an. Um sich dagegen zu verteidigen, verbündete er sich mit Danton und Marat und wurde so einer der Führer der Bergpartei. Den girondistischen Vorwurf, er sei einer der Verantwortlichen für die Septembermassaker, konterte er mit einer Rechtfertigung der Gewalt als Gelingensbedingung der Revolution: 

„Bürger, wollt ihr eine Revolution ohne Revolution? […]  Wie kann man die Auswirkungen, die diese großen Unruhen haben können, einem bestimmten Urteil unterziehen? Wer kann im Nachhinein den genauen Punkt bestimmen, an dem die Wellen des Volksaufstands hätten brechen müssen? Welches Volk könnte um diesen Preis jemals das Joch des Despotismus abschütteln?“

Gegen den König wurde Anklage wegen Hochverrats erhoben. Während die Girondisten und Danton Partei für den König ergriffen, schloss sich Robespierre in einer Rede der Forderung von Louis Antoine de Saint-Just nach dessen Hinrichtung an, da der König eine zu große Gefahr für die Revolution darstelle. Er erklärte den König zum Verräter Frankreichs und zum Verbrecher an der Menschheit: „Die Milde, die sich der Tyrannei nachsichtig erweisen wollte, wäre Barbarei.“ Am 3. Dezember 1792 erklärte er, es gehe nicht um den Menschen Louis Capet (so der Name, mit dem die Revolutionäre Ludwig XVI. nach seiner Absetzung bezeichneten), sondern um die Sache der Revolution: Er müsse sterben, „weil es Not tut, dass das Vaterland lebe“. Der Nationalkonvent verurteilte Ludwig zum Tode und sprach sich am 18. Januar 1793 bei 380 zu 310 Stimmen gegen eine Aussetzung der Todesstrafe aus. Das bedeutete, Ludwig musste sofort hingerichtet werden. Am 21. Januar wurde er durch die Guillotine enthauptet.
1792 schrieb Robespierre in einem Brief, es gehe darum, auf den Trümmern des Thrones die heilige Gleichheit einzurichten. Er meinte damit die Gleichheit vor dem Gesetz und gleiche Chancen in der Politik. Die Gleichheit des Vermögens, von der die Armen träumten, meinte er nicht. Dies erklärte er im April 1793 vor dem Nationalkonvent und versicherte den Reichen, dass er ihre Schätze auf keinen Fall anrühren wolle. Diese Gleichheit war auch nicht für Frauen vorgesehen. Olympe de Gouges forderte 1791 in einer Erklärung der Rechte der Frau und Bürgerin die volle rechtliche, politische und soziale Gleichstellung beider Geschlechter. Hierfür wurde sie verhaftet und 1793 hingerichtet.
Im Frühjahr 1793 unterstellte Robespierre den Girondisten, sie seien mit General Charles-François Dumouriez im Bunde, der hochverräterischerweise die Seiten gewechselt und zu den Österreichern übergelaufen war. Den Aufstand der Pariser Sansculotten vom 31. Mai bis zum 2. Juni 1793, bei dem die girondistische Mehrheit gestürzt wurden, unterstützte er mit Reden im Konvent und im Jakobinerklub. Dabei bestritt er plötzlich ganz grundsätzlich die Grundlage der Repräsentativverfassung: „Sobald das Volk sich versammelt, erlischt die politische Repräsentation, die Vollmacht des Konvents“. Als im Juni 1793 der Entwurf der neuen Verfassung vorgelegt wurde, die wegen der Abschaffung der Monarchie nötig geworden war, kritisierte Robespierre ihn als unsozial: Er forderte erfolgreich ein Recht auf Sozialunterstützung und auf Arbeit, eine Progressivsteuer und eine Beschränkung des Rechts auf Eigentum. Die Präambel sollte sich auf das Naturrecht berufen und das „allgemeine Glück“ (bonheur commun) als Staatsziel festlegen.

### Im Wohlfahrtsausschuss
Am 27. Juli 1793 wurde Robespierre vom Nationalkonvent zum Mitglied des zwölfköpfigen Wohlfahrtsausschusses berufen, wo er nach dem Ausscheiden Dantons am 10. Juli 1793 der führende Politiker war. Viele Historiker sehen in diesem Datum den eigentlichen Beginn der Terrorherrschaft. Am 10. Oktober 1793 erklärte ein Dekret des Konvents, dass „die provisorische Regierung Frankreichs bis zum Frieden […] revolutionär“ sei. Das bedeutete, dass die neue demokratische Verfassung während des Krieges nicht in Kraft gesetzt, sondern eine Notstandsregierung an der Macht blieb – die Legalisierung der persönlichen Herrschaft Robespierres, die durch ein weiteres Dekret am 4. Dezember über ganz Frankreich ausgedehnt wurde. In einer berühmt gewordenen Rede vor dem Konvent rechtfertigte Robespierre am 5. Februar 1794 diese Regierungsweise:

„So wie im Frieden die Triebfeder der Volksregierung die Tugend ist, so ist es in einer Revolution die Tugend und der Schrecken zugleich; die Tugend, ohne welche der Schrecken traurig, der Schrecken, ohne den die Tugend unmächtig ist. Der Schrecken ist nichts anders, als eine schleunige, strenge und unbiegsame Gerechtigkeit; er fließt also aus der Tugend; er ist also nicht ein besonderes Prinzip, sondern eine Folge aus dem Hauptprinzip der Demokratie, auf die dringendsten Bedürfnisse des Vaterlandes angewendet.“

In seiner Zeit im Wohlfahrtsausschuss unterstützte er alle Maßnahmen gegen sogenannte „Feinde der Revolution“, was ihm seinen Ruf als „Blutrichter“ der Französischen Revolution eintrug. So war er daran beteiligt, Jacques Roux und alle Mitglieder der ihm unliebsamen Enragés zu verhaften und vor Gericht zu stellen. 1794 ließ Robespierre Jacques-René Hébert verhaften, weil er angeblich zum Aufstand aufgerufen hatte und dazu die Septembermorde von 1792 thematisiert hätte. Mit ihm wurde ein Großteil seiner Anhängerschaft hingerichtet, die sog. Hébertisten.
Am 30. März 1794 ließ der Wohlfahrtsausschuss Danton, Camille Desmoulins und deren Anhänger verhaften, die gegen eine Fortsetzung der Terrorherrschaft waren, weil mit den französischen Siegen in der Vendée, in Lyon und Toulon und im Ersten Koalitionskrieg die ursprünglich vorgebrachten Gründe für eine Diktatur bereits entfallen waren. Den so genannten indulgents, den „Nachsichtigen“, warfen Robespierre und Louis Antoine de Saint-Just vor, Teil einer „Verschwörung des Auslands“ zu sein, mit dem Ziel, die Monarchie wiederherzustellen. Im Konvent war zunächst Kritik an den Verhaftungen laut geworden, die Robespierre aber mit Drohungen zum Schweigen brachte: „Ich behaupte, daß, wer immer in diesem Augenblick zittert, schuldig ist, denn die Unschuld hat von der öffentlichen Überwachung nichts zu befürchten.“ Am 5. April wurden Danton und seine Anhänger mit der Guillotine hingerichtet. Insgesamt fanden in diesem April 258 Hinrichtungen nach Urteilen der Revolutionstribunale statt. 
Am 10. Juni 1794 (22. Prairial II) erließ der Konvent das so genannte Prairial-Dekret, nach dem Angeklagten kein Rechtsbeistand zukommen durfte und jeder – selbst Konventsmitglieder – ohne einen Mehrheitsbeschluss des Konvents vor das Revolutionstribunal gebracht werden konnte. In den lediglich 49 Tagen von seiner Einführung bis zum Sturz Robespierres am 27. Juli 1794 wurden 1376 Personen zum Tode verurteilt. Das Prairial-Dekret gilt als Beginn des „Großen Terrors“. Hintergrund war eine neue Welle von Angst und Verschwörungstheorien, die unter anderem auf einen angeblichen Attentatsversuch der zwanzigjährigen Cécile Renault gegen Robespierre zurückging.

Die Verhaftung von Cécile Renault am 22. Mai 1794 vor der Wohnung von Robespierre in der Rue (Saint) Honoré. Stich von Matthias Gottfried Eichler aus dem Jahre 1816 nach einer Zeichnung von Jean Duplessis-Bertaux.

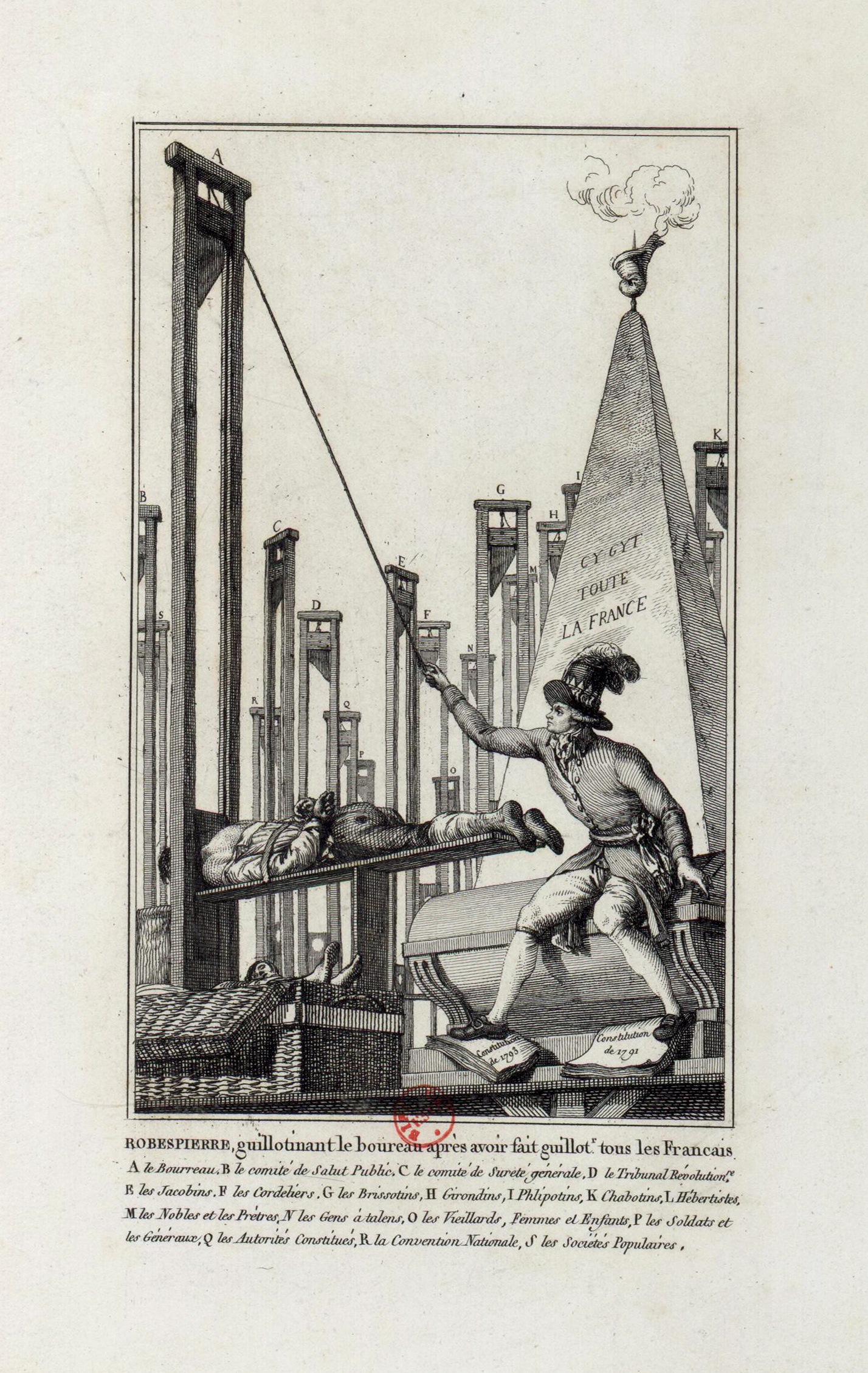
Anonyme Karikatur aus dem Jahr 1794: Robespierre guillotiniert den Henker, nachdem er alle Franzosen hat guillotinieren lassen.

In seiner gesamten politischen Tätigkeit bemühte sich Robespierre, die aufklärerischen Ideale Jean-Jacques Rousseaus zu verwirklichen, so wie er sie verstand. Laut Rousseau erzeugen alle Mitglieder einer Gesellschaft in freiwilliger Übereinkunft einen Gemeinwillen, die volonté générale. Der Gemeinwille orientiert sich am Gemeinwohl und hat dabei immer recht. Er gilt absolut, auch wenn Einzelne ihn ablehnen. Er ist nicht einfach der Wille der Mehrheit, sondern derjenigen, die tugendhaft und im Besitz der Wahrheit sind. Jeder, der den Gemeinwillen angreift, stellt sich außerhalb der aufgeklärten Gemeinschaft. Für Robespierre bedeutete dies, dass die Gegner der Republik nur die Wahl zwischen einer Änderung ihrer Überzeugungen und dem Tod haben durften. Je grausamer die Regierung gegenüber den Verrätern auftrete, desto wohltätiger sei sie gegenüber den braven Bürgern, ließ Robespierre 1793 verlauten. Die Terrorherrschaft war ihm zufolge ein notwendiges Übel, um das Volk für den von Rousseau empfohlenen Gesellschaftsvertrag bereitzumachen.
Seit dem Frühjahr 1794 propagierte Robespierre auch den Kult des höchsten Wesens, der im Mai 1794 in der Verfassung verankert wurde. Gleichzeitig erkannte der Konvent auf Antrag Robespierres die Unsterblichkeit der Seele an. Am 8. Juni 1794 wurde ein Fest des höchsten Wesens gefeiert, bei dem Robespierre eine Prozession, gehüllt in einen blauen Mantel und mit einem Blumenstrauß in der Hand anführte. Dieser Veranstaltung fehlte alle Spontaneität, die die Revolutionsfeste bis dahin ausgezeichnet hatte, weshalb es innerhalb des Wohlfahrtsausschusses zu Meinungsverschiedenheiten kam. Dort kritisierten Jacques Nicolas Billaud-Varenne und Jean-Marie Collot d’Herbois die diktatorischen Vollmachten von Robespierre.
Am 26. Juli (8. Thermidor) hielt Robespierre – zum ersten Mal seit Wochen – eine Rede vor dem Konvent. Darin behauptete er, es gäbe eine „Verschwörung gegen die öffentliche Freiheit“, deren Mitglieder im Wohlfahrtsausschuss selbst, im Konvent und in dessen Sicherheitsausschuss säßen:

« Punir les traîtres, renouveler les bureaux du Comité de Sûreté générale, épurer ce comité lui-même, et le subordonner au Comité de Salut public, épurer le Comité de Salut public lui-même, constituer l'unité du gouvernement sous l'autorité suprême de la Convention nationale, qui est le centre et le juge, et écraser ainsi toutes les factions du poids de l'autorité nationale, pour élever sur leurs ruines la puissance de la justice et de la liberté: tels sont les principes. »

„Man muss die Verräter bestrafen, die Büros des Sicherheitsausschusses neu besetzen, den Ausschuss selbst säubern und ihn dem Wohlfahrtsausschuss unterordnen; man muss den Wohlfahrtsausschuss selbst säubern, die Einheit der Regierung unter der höchsten Autorität des Nationalkonvents, der der Mittelpunkt und der Schiedsrichter sein soll, wiederherstellen, und also alle Parteien unter dem Gewicht der nationalen Autorität erdrücken, um auf ihren Trümmern die Macht der Gerechtigkeit und der Freiheit aufzurichten: das sind die Prinzipien.“

Gegen wen konkret sich diese Anschuldigungen richteten, sagte Robespierre nicht. Nun konnte jeder im Konvent betroffen sein. In der folgenden Nacht trafen sich Collot d’Herbois, Joseph Fouché, Louis-Marie Stanislas Fréron und Paul de Barras, die wegen ihrer Bluttaten bei der Niederschlagung der konterrevolutionären Aufstände fürchteten, als nächste angeklagt zu werden, und bereiteten Robespierres Verhaftung mitten im Konvent vor.

### Sturz und Hinrichtung

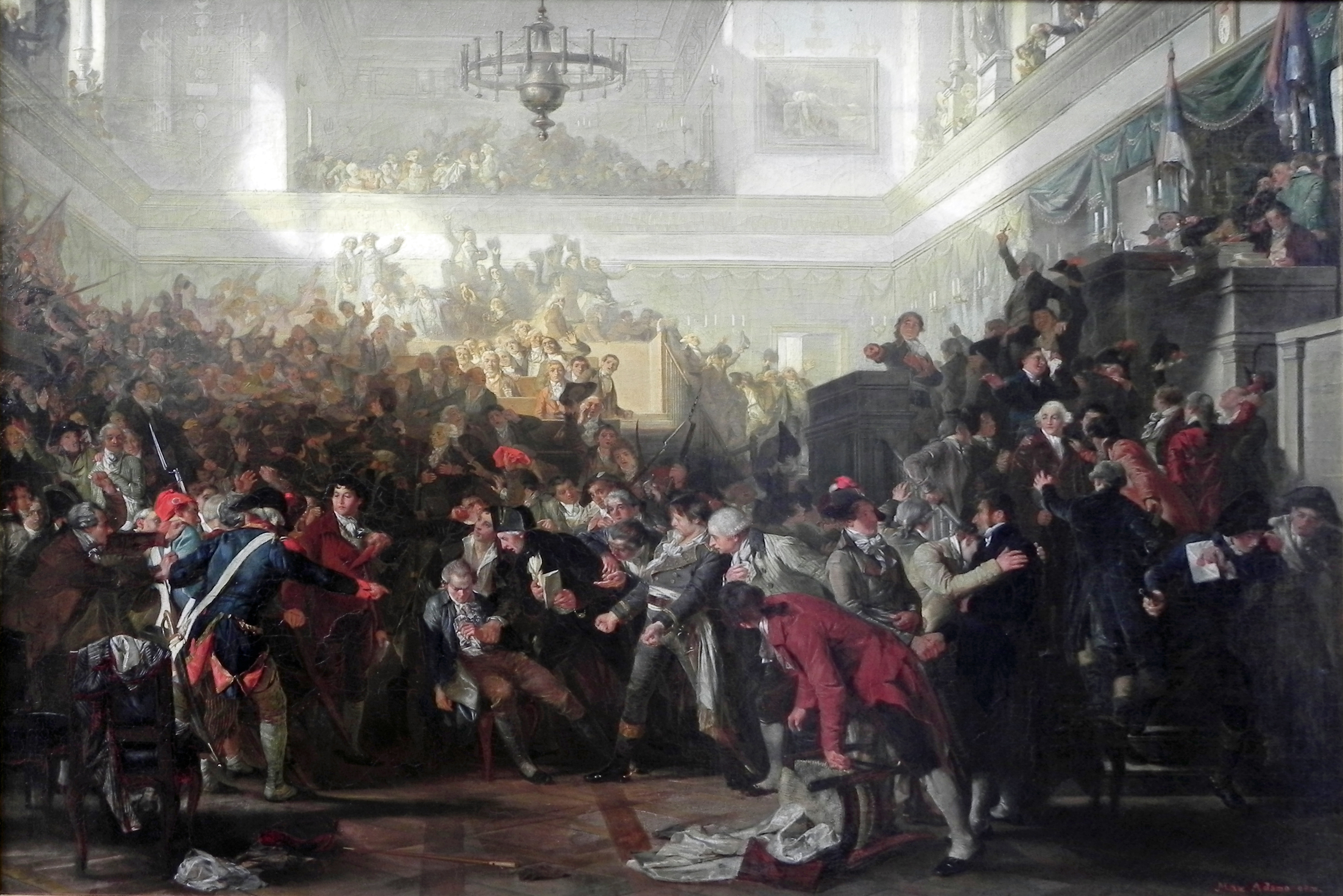
Max Adamo: Der Sturz Robespierres im Nationalkonvent am 27. Juli 1794. Historiengemälde aus dem Jahr 1870

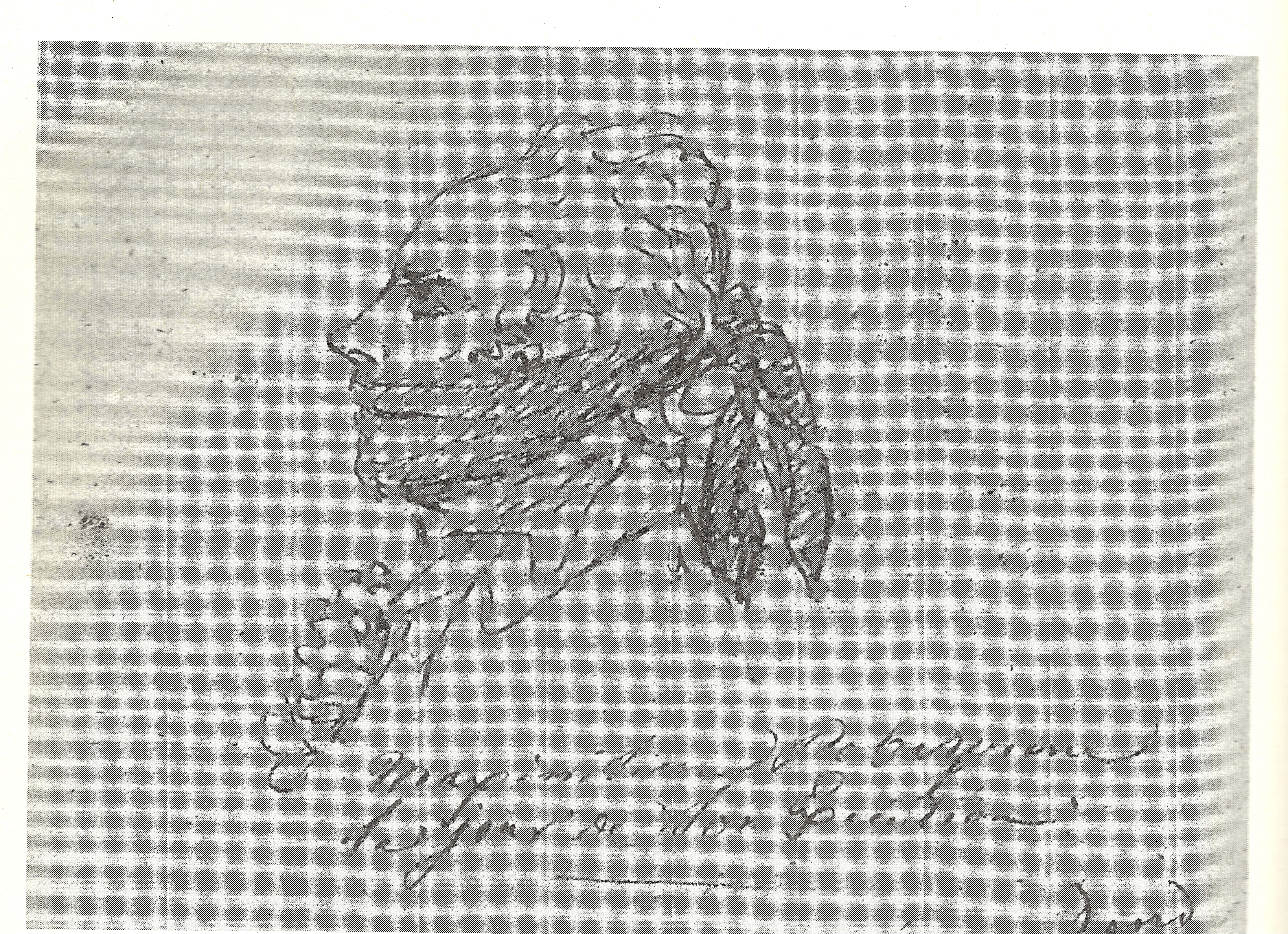
Jacques Louis David: Robespierre am Tag seiner Hinrichtung

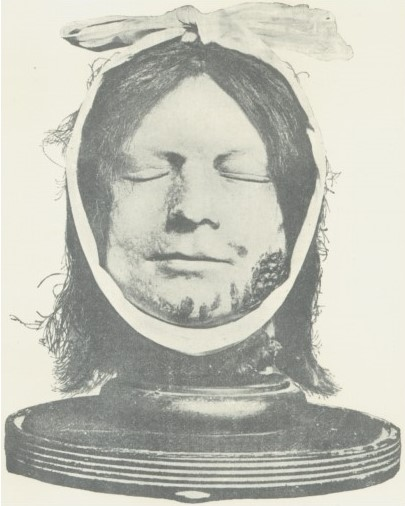
Robbespierres (mutmaßliche) Totenmaske, angefertigt von Marie Tussaud (2013 für eine Gesichtsrekonstruktion verwendet)

Am nächsten Tag, dem 9. Thermidor, debattierte das Parlament über den Wohlfahrtsausschuss. Man wollte dem blindwütigen Terror ein Ende setzen und seinen Führer entmachten. Robespierre wollte sich verteidigen, doch seine Worte gingen im verabredeten Stimmentumult unter. Schließlich wurde seine Verhaftung und die von Saint-Just und Georges Couthon gefordert und zur allgemeinen Verblüffung fast einstimmig beschlossen. Robespierre wurde abgeführt – die von ihm und seinen Anhängern etablierten Maßnahmen, die „Verdächtige“ weitgehend rechtlos stellten, wandten sich jetzt gegen sie selbst. Es gelang Robespierre jedoch, sich zu befreien und sich mit aus dem Kerker befreiten Freunden im Rathaus zu versammeln.
Bei dem von Léonard Bourdon geführten Sturm der Nationalgarde auf das Rathaus wurde Robespierres Unterkiefer von einer Kugel zerschmettert, wobei unklar ist, ob es sich um den Schuss eines Gendarmen oder um einen Suizidversuch handelte. Einige seiner Kameraden, die sich mit ihm verschanzt hatten, erschossen sich selbst oder brachten sich durch einen Sprung aus dem Fenster um. Der schwerverletzte Robespierre wurde notdürftig ärztlich behandelt.
Am 28. Juli 1794 wurden Robespierre und 21 seiner Anhänger ohne vorherigen Prozess durch die Guillotine enthauptet; in den Tagen darauf folgten noch 83 weitere Anhänger. Charles Henri Sanson fungierte als Scharfrichter. Robespierre und seine Mitstreiter wurden in einem Massengrab auf dem Cimetière des Errancis bestattet. In der Mitte des 19. Jahrhunderts wurden ihre Gebeine in die Katakomben von Paris überführt.

## Rezeption

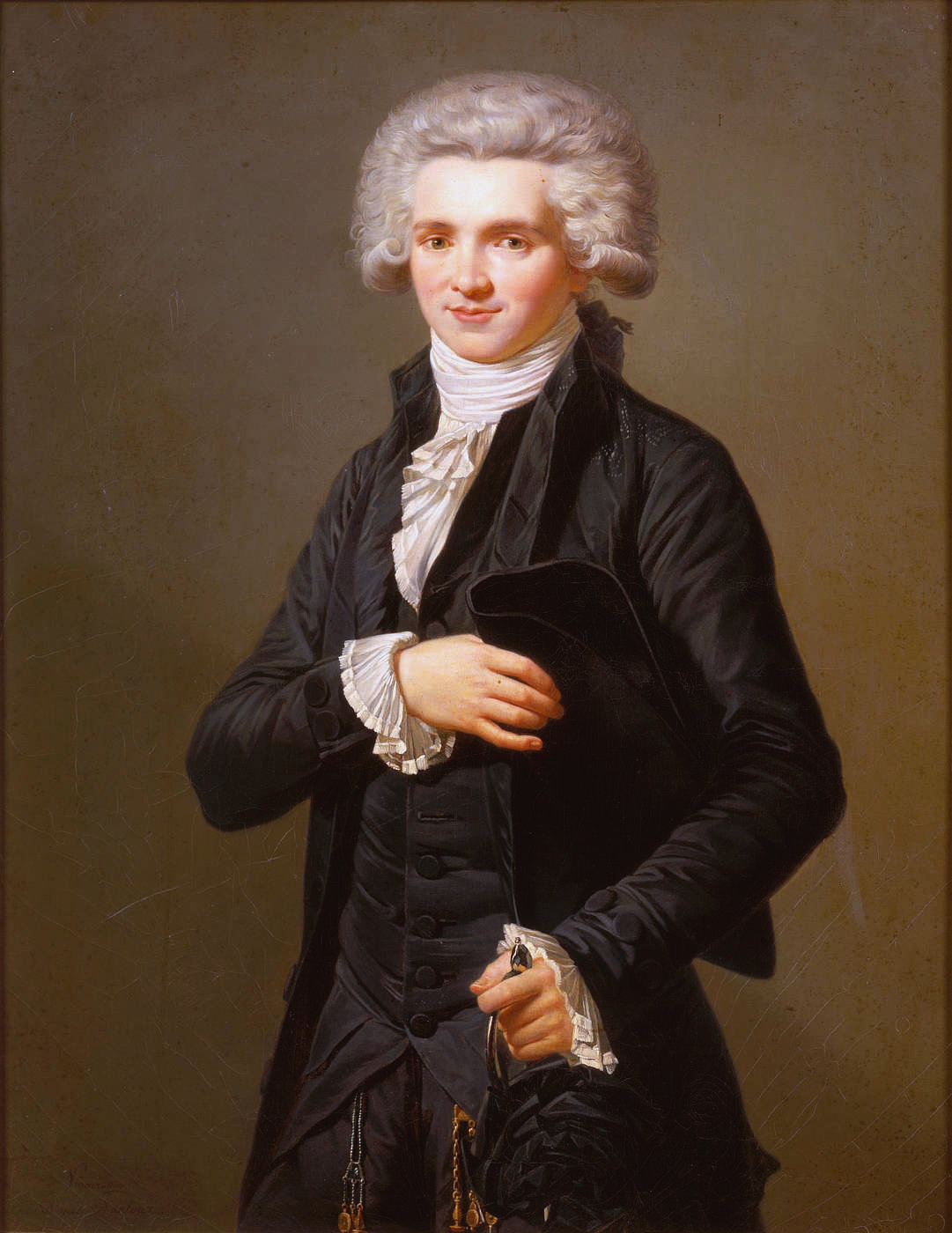
Robespierre, gemalt 1860 von Pierre Rock Vigneron (1789–1872), nach einem zeitgenössischen Pastell (um 1790) von Adélaïde Labille-Guiard.

### Politisch
Robespierre war einer der „brillantesten und scharfzüngigsten Redner der Französischen Revolution“. Seine rund 650 Reden, die er von Mai 1789 bis zu seinem Tod im Juli 1794 in der Nationalversammlung, im Konvent, im Klub der Jakobiner und anlässlich verschiedener Pariser Sektionsversammlungen hielt, fanden Aufmerksamkeit bei vielen seiner Zuhörer und trugen dazu bei, dass er eine politisch herausgehobene Stellung unter den Revolutionsgrößen erlangte.
Seine kompromisslose politische Linie, vor allem aber sein Eintreten für den Terror im Namen der Tugend, führte letztlich nicht nur die Revolution in ihre blutigste Phase, sondern auch zu seinem eigenen Untergang. Seine immer radikaler werdenden Forderungen, mit denen auch dem Druck der Sansculotten-Bewegung nachzugeben versucht wurde, beendeten zwangsläufig das Bündnis zwischen der vom Bürgertum getragenen sogenannten „Verfassungsrevolution“ und der „Volksrevolution“. Robespierre und dem Konvent gelang es nicht, die radikalisierte Volksbewegung politisch zu kanalisieren und zu befrieden. Diese sah ihre Wünsche nach umfassenden Besitztumsverteilungen und tiefgreifenden sozialen Maßnahmen nicht ausreichend erfüllt. Bei einem immer größer werdenden Teil des Bürgertums hingegen, dem auch die Jakobiner selbst zuzurechnen waren, wuchs stetig die Furcht vor einer völligen Umverteilung der Eigentumsverhältnisse und damit Auflösung der sozialen Ordnung. Robespierre und die Führungsriege des Wohlfahrtsausschusses entfremdeten sich dadurch beiderseits. Die von Robespierre permanent eingeforderte Notstandsdiktatur zur Rettung der Republik, die eigentlich nur die Hilflosigkeit des Wohlfahrtsausschusses angesichts der innen- und außenpolitischen Bedrohungssituation widerspiegelte, hatte dadurch schon bald keine tragende Basis mehr. Am Schluss sahen jene Teile des Bürgertums, für die der soziale Umsturz zur Hauptbedrohung und die Rückkehr zu Ruhe und Ordnung zur dringlichsten Aufgabe geworden war, nur mehr die Möglichkeit, Robespierre und seine Anhänger zu beseitigen, die mittlerweile politisch völlig isoliert waren.
Von Zeitgenossen und späteren Forschern wurden Notwendigkeit und Berechtigung der Terror-Maßnahmen diskutiert. Dabei standen sich die Ansichten von Historikern wie François Furet und Denis Richet auf der einen und beispielsweise die von Albert Soboul auf der anderen Seite konträr gegenüber. Während erstere der Auffassung waren, dass die Revolution durch die Gewaltexzesse der Notstandsdiktatur letztlich völlig diskreditiert wurde, sah Soboul in den Terror-Maßnahmen eine staatspolitische Notwendigkeit, ohne die die Errungenschaften der von allen Seiten bedrohten Revolution nicht zu retten gewesen wären. Solche divergierenden Interpretationen spiegeln oft nicht nur unterschiedliche wissenschaftliche Ansätze wider, sondern auch die politischen Hintergründe ihrer Vertreter.

### Künstlerisch

#### Theater
- Georg Büchner: Dantons Tod, Drama (1835)
- Rudolf von Gottschall: Robespierre, Drama (1845)
- Wolfgang Robert Griepenkerl: Maximilian Robespierre, Trauerspiel (1849)
- Romain Rolland: Robespierre, Drama (1939)
- Heiner Müller: Der Auftrag: Drama (1979)

#### Film
- Reign of Terror (1949)[56]
- Die Französische Revolution (1989)

### Persönlich
Robespierre soll nach Forschungen der Forensiker Philippe Charlier und Philippe Froesch in seinen letzten vier Lebensjahren unter der seltenen Immunkrankheit Sarkoidose gelitten haben. Zeitgenossen berichteten von Symptomen wie anhaltender Müdigkeit, Gelbsucht, Nasenbluten und von wiederkehrenden Beingeschwüren.

## Werke
- 1785 - Discours couronné par la Société royale des arts et des sciences de Metz, sur les questions suivantes, proposeés pour sujet du prix de l'année 1784
- 1791 - Adresse de Maximilien Robespierre aux Français
- 1792–1793 - Lettres de Maximilien Robespierre, membre de la Convention nationale de France, à ses commettans
- 1794 - Lettre de Robespierre, au général Pichegru. Paris le 3 Thermidor, (21 Juillet) l'an 2 de la République Françoise = Brief van Robespierre, aan den generaal Pichegru. Parys, den 3 Thermidor, (21 July) het 2de jaar der Fransche Republiek
- 1828 - Papiers inédits trouvés chez Robespierre, Saint-Just, Payan ... : supprimés ou omis par Courtois : précédés du Rapport de ce député à la Convention Nationale. Tome premier; Tome second; Tome troisième
- 1830 - Mémoires authentiques de Maximilien de Robespierre, ornés de son portrait, et de facsimile de son écriture extraits de ses mémoirs. Tome premier; Tome deuxième
- 1912–2022 - Œuvres complètes de Maximilien Robespierre, 10 volumes, Société des études robespierristes, 1912-1967. Réimpression Société des études robespierristes, Phénix Éditions, 2000, 10 volumes. Réédition avec une nouvelle introduction de Claude Mazauric, Édition du Centenaire de la Société des études robespierristes, Éditions du Miraval, Enghien-les-Bains, 2007, 10 volumes et 1 volume de Compléments. Un onzième volume, paru en 2007, regroupe les textes omis lors de l'édition initiale.
  - Tome 1 : Robespierre à Arras : les œuvres littéraires en prose et en vers, recueillies et publiées par Eugène Desprez et Émile Lesueur, Paris, 1912, 288 p.
  - Tome 2 : Robespierre à Arras : les œuvres judiciaires (plaidoyers et mémoires), recueillies et publiées par Émile Lesueur, 1914, 416 p.
  - Tome 3 : Correspondance de Maximilien et Augustin Robespierre, recueillie et publiée par Georges Michon, Paris, 1926, 334 p. (Supplément à la correspondance, par Georges Michon, Paris, 1941)
  - Tome 4 : Les journaux : « Le Défenseur de la Constitution » (1792), édition complète et critique, avec une introduction, des commentaires et des notes par Gustave Laurent, Paris, 1939, XXXIII-454 p.
  - Tome 5 : Les journaux : « Lettres de Maximilien Robespierre, membre de la convention nationale, à ses commettans » (1792-1793), édition critique préparée par Gustave Laurent, Paris, 1961, 384 p.
  - Tome 6 : Discours, première partie (1789-1790), édition préparée sous la direction de Marc Bouloiseau, Georges Lefebvre et Albert Soboul, Paris, 1950, XXXII-740 p.
  - Tome 7 : Discours, deuxième partie janvier-septembre 1791, édition préparée sous la direction de Marc Bouloiseau, Georges Lefebvre et Albert Soboul, Paris, 1952, 771 p.
  - Tome 8 : Discours, troisième partie octobre 1791 -septembre 1792, édition préparée sous la direction de Marc Bouloiseau, Georges Lefebvre et Albert Soboul, Paris, 1954, XII-486 p.
  - Tome 9 : Discours, quatrième partie septembre 1792 -27 juillet 1793, édition préparée sous la direction de Marc Bouloiseau, Georges Lefebvre, Jean Dautry et Albert Soboul, Paris, 1958, 646 p.
  - Tome 10 : Discours, cinquième partie 27 juillet 1793 - 27 juillet 1794, édition préparée sous la direction de Marc Bouloiseau et Albert Soboul, Paris, 1967, 660 p.
  - Tome 11 : Compléments (1784-1794), édition présentée et annotée par Florence Gauthier, Paris, 2007, 472 p.
  - Tome 12 : Compléments-2 (1778-1794), édition préparée par Annie Geffroy, Corinne Gomez-Le-Chevanton, Hervé Leuwers, Paris, 2022.
- Reden. Redner der Revolution, Band 1. Neuer Deutscher Verlag, Berlin 1925.
- Robespierre - ein autobiographisches Porträt. AL-BE-CH-Verlag, Lüneburg 1996, ISBN 978-3-926623-29-4.